# دی گلیند
دی گلیند (به هلندی: De Glind) یک منطقهٔ مسکونی در هلند است که در بارنه‌فلد واقع شده‌است. دی گلیند ۶۴۱ نفر جمعیت دارد.